# Dale (woreda)
Pour les articles homonymes, voir Dale.
Dale est un woreda de la région Sidama, en Éthiopie. Rattaché à la région des nations, nationalités et peuples du Sud jusqu'à la régionalisation de la zone Sidama en 2020, ce woreda a 242 658 habitants en 2007 et son chef lieu est Yirgalem.
Jusqu'au début des années 2000, Dale s'étendait à l'ouest jusqu'à la zone Wolayita et au sud jusqu'à  la région Oromia mais Dale perd du territoire avec le détachement de Loko Abaya avant le recensement de 2007,,.
Yirgalem, située environ 40 km au sud d'Hawassa, se retrouve au centre du woreda ainsi réduit.
La route Addis-Abeba-Nairobi qui  traverse le woreda du nord au sud est une partie de la transafricaine 4.
| Boricha    | Shebedino | Gorche  |
| Loka Abaya | Dale      | Wonosho |
|            | Chuko     |         |

Le recensement national de 2007 fait état d'une population de 242 658 habitants dans le woreda dont 12,5 % de citadins qui sont les 30 348 habitants d'Yirgalem.
La majorité des habitants du woreda (80 %) sont protestants, 8 % sont orthodoxes, 5 % sont musulmans, 3 % sont catholiques et 1 % sont de religions traditionnelles africaines.
En 2022, la population est estimée sur le même périmètre à 357 733 personnes avec une densité de population de 1 292 personnes par km2 et 277 km2 de superficie,.
Une carte récente montre cependant de nouvelles subdivisions dont probablement un nouveau woreda autour d'Yirgalem.[réf. à confirmer].